# Corona di Essen

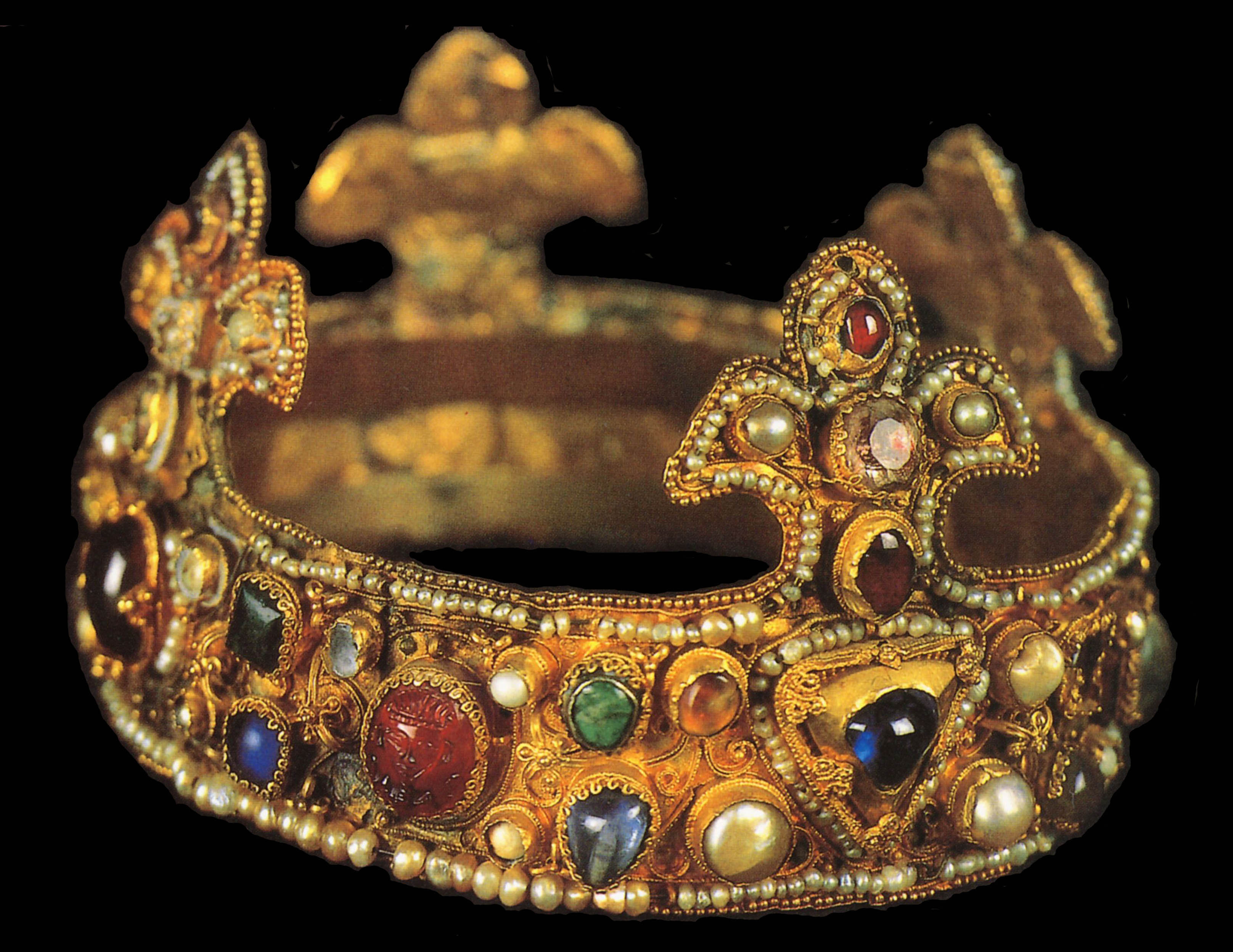
La corona nel Tesoro della cattedrale di Essen, con lo zaffiro sul davanti.

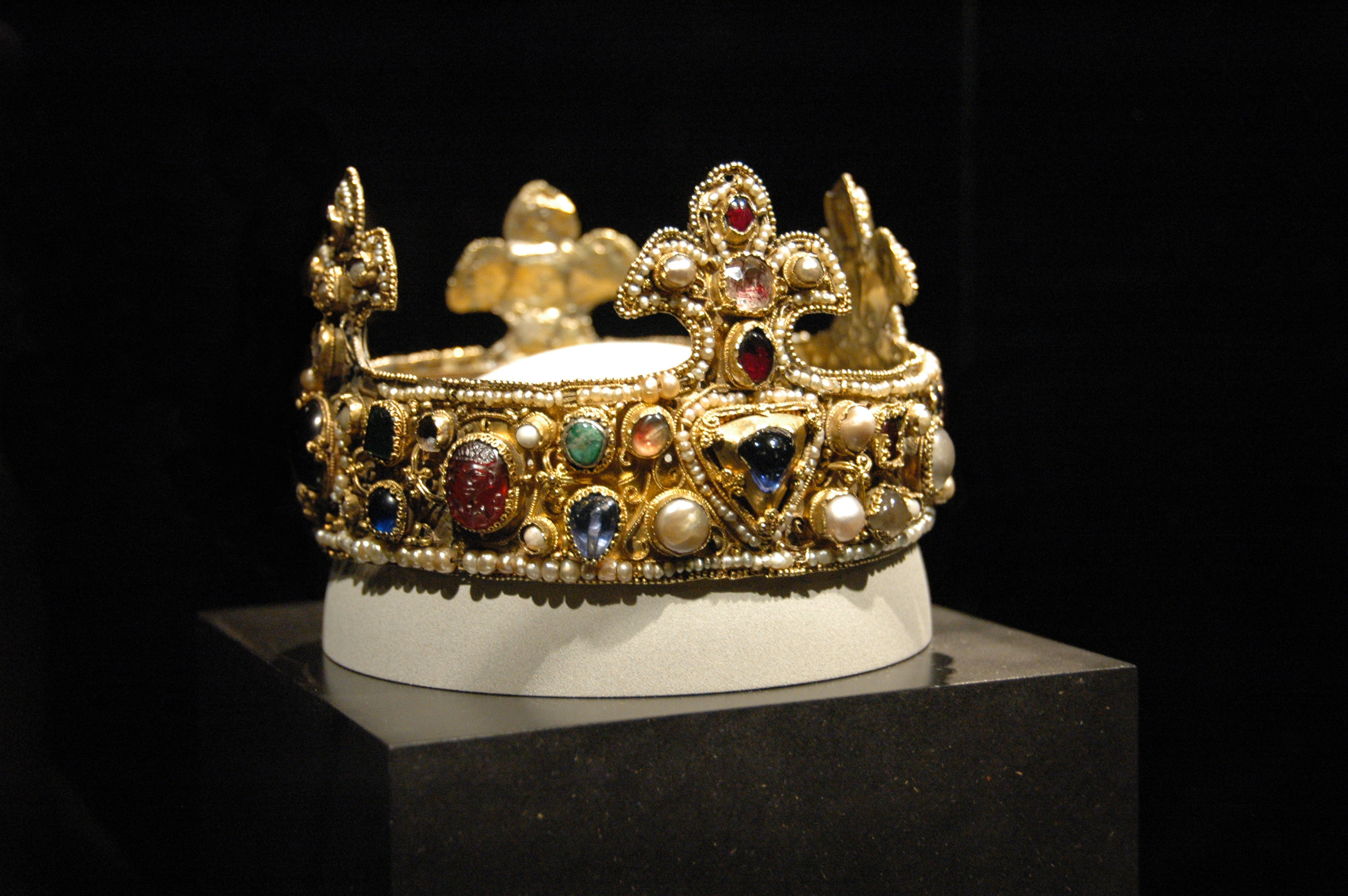
La corona nell'ambito della mostra Gold vor Schwarz, 2008.

La corona di Essen (tedesco: Essener Krone) è una corona d'oro ottoniana del Tesoro della cattedrale di Essen. In precedenza si credeva che potesse essere la corona con cui il bambino di tre anni Ottone III fu incoronato re dei romani nel 983 ad Aquisgrana, da cui deriva il suo nome comune, la corona d'infanzia di Ottone III (Kinderkrone Ottos III). Tuttavia, questo legame molto probabilmente deriva dal desiderio degli storici di Essen del primo novecento di legare la corona al sovrano ottoniano ed è ora ampiamente respinta. Tuttavia è sicuramente la più antica corona di gigli sopravvissuta al mondo.

## Descrizione
Nella sua forma la corona ricorda un cerchietto bizantino. La fascia è 3.5 cm di larghezza e il suo diametro è ora 12,5 cm, essendo stato modificato per adattarsi alla testa della Madonna Dorata. Un bordo regolare di pietre preziose corre lungo tutta la circonferenza. Il cerchietto principale è fatto di oro che è stato legato con l'argento; un secondo cerchietto di oro puro è stato saldato all'esterno. Sempre all'esterno è visibile un anello di rinforzo in ferro.
I bordi superiore e inferiore della corona sono decorati con perle infilate su un filo metallico fissato al cerchietto da anelli di metallo. Numerose perle e pietre preziose decorano il corpo principale della corona e dei gigli, con pietre particolarmente preziose poste direttamente sotto i gigli. I punti salienti includono una gemma incisa (glittica) tardoantica raffigurante la testa di Medusa e uno zaffiro in un anello d'oro triangolare nella parte anteriore della corona.
Corone paragonabili (ma successive) sono in possesso dei tesori delle chiese di Hildesheim e Conques in Francia.

## Storia
L'origine della corona non è chiara. Per molto tempo si è affermato che la corona fosse stata realizzata per l'incoronazione di Ottone III nel 983 e che fosse stata donata da lui all'abbazia di Essen. L'abbazia di Essen, all'epoca sotto la guida della badessa Matilde, che era una nipote di Ottone I, esponente del ramo svevo degli ottoniani, aveva un rapporto particolarmente stretto con il ramo principale della famiglia reale ottoniana, come dimostrano le donazioni significative dei re e anche dal fatto che la sorella di Ottone III (che come la badessa si chiamava anche Matilde) fu educata a Essen. All'inizio del febbraio 993, quindi, Ottone III fece una visita all'abbazia di Essen per la Candelora, momento in cui gli storici locali suggerirono che avesse fatto due importanti donazioni.
La prima donazione consisteva in una spada in acciaio di Damasco che fu probabilmente realizzata nel 950 e usata in battaglia, come si constata dai segni di utilizzo sulla lama. Questa spada era venerata probabilmente grazie al suo precedente proprietario. Ne venne creato un costoso fodero d'oro a Essen. In tempi successivi si riteneva che la spada fosse la spada dei santi Cosma e Damiano ed essa venne inclusa nello stemma civico di Essen. Per gli studiosi moderni, la risposta alla domanda su chi fosse il portatore originario della spada sarebbe interessante per una migliore comprensione del rapporto tra il monastero di Essen e la famiglia ottoniana.

### La corona nella storiografia precedente
Il secondo dono di Ottone III potrebbe essere stata la corona d'oro. Mancano prove scritte per questo, ma ci sono argomenti circostanziali per tentare di datare e di contestualizzare la corona.
Sulla base di confronti storici dell'arte, la corona era stata datata alla fine del X secolo. L'esistenza dell'anello di rinforzo in ferro venne presa come prova che la corona era stata rielaborata per la testa della Madonna d'oro e, quindi, era stata originariamente progettata per un altro scopo. Si conclude la corona poteva essere stata usata solo l'incoronazione di un bambino, poiché sarebbe stata troppo piccola per un adulto. L'incoronazione di Ottone III nel 983 nella cattedrale di Aquisgrana è l'unica incoronazione di un bambino avvenuta nel periodo in cui venne creata la corona. Inoltre, la pratica medievale di incoronare una statua della Madonna il 2 febbraio in occasione della festa di San Michele è attestata per la prima volta a Essen. Così è stato suggerito che la pratica commemorasse il dono della corona all'abbazia durante la sua visita a Essen all'inizio di febbraio 993, che avrebbe coinciso con il giorno della festa.

### La corona nell'attuale storiografia
La datazione moderna pone la modifica della corona alla metà dell'XI secolo. A quel tempo molte delle opere d'arte di Essen furono modificate: la Croce di Teofano e il reliquiario di Teofano del Sacro Chiodo furono decorati con smalti e l'aureola della Madonna d'oro, che rendeva difficile incoronare la statua, fu rimosso. Ciò suggerisce che il rito dell'incoronazione abbia avuto origine solo poco prima, probabilmente intorno al 1040/50. 
Negli studi attuali si pensa che la corona stessa risalga all'inizio dell'XI secolo a causa degli elementi decorativi noti come gigli e alveari, che sono molto simili alle opere d'arte realizzate al tempo di Enrico II. Tali opere d'arte nel Tesoro della cattedrale di Essen includono le estremità della Croce con i grandi smalti, che si ritiene siano state create sotto la badessa Sofia (1011-1039). In quel caso, la corona sarebbe stata originariamente realizzata per l'incoronazione rituale della Madonna d'oro. Inoltre, la regolarità della decorazione della corona rende improbabile che sia mai stata effettivamente ridimensionata. A volte la corona è ora addirittura datata alla seconda metà dell'XI secolo.
Per secoli non successe niente di importante alla corona. Poi, nel 1988, venne raffigurato su un francobollo di beneficenza della Deutsche Bundespost come un eccezionale esempio di oreficeria ottoniana.